# Pinchas Zukerman
Pinchas Zukerman (în ebraică פנחס צוקרמן‎, pinˈχaːs ˈtsukeʁman; n. 16 iulie 1948, Tel Aviv) este un violonist, altist și dirijor israelian-american.

## Biografie
Familia lui Pinchas Zukerman a supraviețuit ghetoului nazist din Varșovia și lagarului de concentrare de la Auschwitz. A primit lecții de clarinet de la tatăl său, Yehuda Zukerman, înainte de a descoperi vioara la vârsta de opt ani. Mai întâi s-a format la Conservatorul din Tel Aviv. O fundație american-israeliană i-a permis apoi să-și continue studiile la Academia de Muzică din Tel Aviv. A studiat cu Ilona Fehér. În 1961 i-a întâlnit în timpul primului festival din Israel pe Pablo Casals și Isaac Stern. La sfatul lor a mers la New York City în 1962 pentru a studia acolo la Juilliard School of Music cu Ivan Galamian. În New York, Zukerman și-a făcut debutul în 1963.
În 1967 a fost co-câștigător al concursului internațional Leventritt împreună cu violonistul coreean Kyung Wha Chung. În 1969 a debutat în Europa. De atunci, cariera sa internațională de violonist și violist a crescut brusc, din 1971 și ca dirijor, în special cu English Chamber Orchestra. În 1977 a cântat cu Chicago Symphony Orchestra, sub conducerea lui Daniel Barenboim, Concertul de vioară de Ludwig van Beethoven.
Din 1980 până în 1987, Zukerman a fost dirijor al Orchestrei de Cameră Sf. Paul. Din 1998 până în 2015 a fost dirijor-șef al National Arts Centre Orchestra din Ottawa.
Au devenit cunoscute performanțele sale comune cu violonistul Itzhak Perlman, precum și diverse înregistrări de muzică de cameră, cum ar fi, de exemplu, Klaviertrio al lui Franz Schubert cu pianistul Vladimir Ashkenazy și violoncelistul Lynn Harrell.
De asemenea, a lucrat la ecranizarea romanului politist de Friedrich Dürrenmatt Judecătorul și călăul.

## Viata privată
Zukerman a fost căsătorit prima dată din 1968 până în 1985 cu flautista americană Eugenia Rich Zukerman, iar din 1985-1988 cu actrița Tuesday Weld. Trăiește din 2004 cu cea de-a treia soție, violoncelista canadiană Amanda Forsyth.

## Legături externe
- Centrul Național de Artă, Ottawa, Canada